# Mpreg

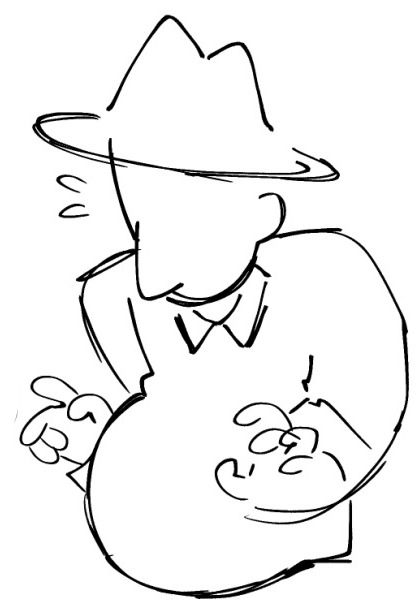
Фанарт: изображение беременного Папы Эгберта из веб-комикса Homestuck

Mpreg (от англ. male pregnancy — мужская беременность) — художественный приём в литературе и других произведениях искусства, в котором описывается беременность персонажей мужского пола. Наиболее распространён в фанфикшене, особенно в произведениях жанра слэш. Данный приём также встречается в массовой культуре, где используется как элемент комедии, драмы или фэнтези.
В произведениях жанра mpreg мужская беременность, как правило, представлена как естественное явление в рамках вымышленного мира, что позволяет авторам сосредоточиться на межличностных отношениях и бытовых аспектах. Несмотря на потенциал для переосмысления гендерных ролей, этот приём подвергается критике за укрепление традиционных гендерных стереотипов и игнорирование женского опыта. Хотя тематика связана с вопросами гендера и сексуальности, она обычно не затрагивает опыт трансгендерных людей.

## История
В XX в. в русском авангарде этой теме специально посвящено «шоковое в контексте новой европейской культуры» стихотворение футуриста Давида Бурлюка «Плодоносящие» («Мне нравится беременный мужчина…», 1915).
В современной художественной культуре мужская беременность чаще всего представлена в комедийном или хоррор-контексте. Примером комедийной трактовки служит фильм «Джуниор» 1994 года, где главный герой соглашается на беременность в рамках научного эксперимента. В серии фильмов «Чужой» мужская беременность представлена как элемент боди-хоррора: жизненный цикл ксеноморфов символически отображает темы изнасилования и беременности. По мнению исследователя Александра О. Филиппа, изображение мужского изнасилования и беременности в «Чужом» отражает неосознанное патриархальное чувство вины, характерное для 1970-х годов.
Современная трактовка mpreg как художественного приёма сформировалась в 1980-х годах. Широкое распространение явление получило в 2000-х и 2010-х годах в связи с развитием концепции омегаверса в фандоме сериала «Сверхъестественное». Несмотря на то, что не все произведения жанра mpreg относятся к фанфикшену, даже оригинальные произведения берут начало в фанатском творчестве.

## Описание
Произведения жанра mpreg описывают беременность мужского персонажа (как правило, цисгендерного) от другого мужчины. В рамках жанра мужская беременность обычно представлена как естественное, не вызывающее удивления явление. Механизм возникновения беременности варьируется в зависимости от произведения: от единичных магических воздействий до особенностей биологии омегаверса. Способы рождения в произведениях различаются: от кесарева сечения и специальных «родовых каналов» до родов через анус или пенис. В фанатском сообществе роды через анус обычно воспринимаются негативно; такие истории пренебрежительно называют «ass baby» (с англ. — «жопный ребёнок»). Изображение грудного вскармливания считается табуированным и встречается редко. Многие авторы и читатели полагают, что включение элементов лактации нарушает маскулинность персонажей, характеризуя это как нежелательный элемент повествования.
Произведения жанра могут содержать как эротические элементы, так и концентрироваться исключительно на романтических отношениях между главными персонажами. Согласно опросу пользователей сайта «Mpreg Central», специализирующегося на оригинальных произведениях, 57 % респондентов предпочитают наличие сексуального контента, в то время как 43 % высказались за минимизацию или полное отсутствие таковых сцен. В произведениях жанра может уделяться внимание описанию протекания беременности, включая утреннюю тошноту, перепады настроения и специфические пищевые желания, а также влиянию беременности на отношения. В некоторых произведениях беременность не является центральным элементом сюжета, выступая лишь фоном для романтической истории. Такие авторы часто фокусируются на бытовых аспектах жизни пары или эмоциональной связи между персонажами.

## Сообщество
Как и большинство фанфикшен-произведений, тексты жанра mpreg преимущественно создают и читают женщины. По оценке одного из авторов оригинальных произведений, основную часть аудитории составляют женщины от 20 лет и старше. Отдельные сообщества, например форум Mpreg Central, состоят преимущественно из гомосексуальных мужчин, проявляющих интерес к теме собственной беременности или беременности партнёра. Создание и чтение произведений жанра mpreg часто подвергается стигматизации, в том числе внутри сообщества слэш-фикшена, которое само подвергается стигматизации. По словам одного из авторов, некоторые представители фанатского сообщества критикуют жанр за «превращение мужских персонажей в их феминизированные, сентиментальные версии». Mpreg также существует как отдельный жанр порнографической видеопродукции.

## Научное освещение
В академической среде первой исследовательницей жанра mpreg стала Констанс Пенли, которая в 1997 году охарактеризовала его как субверсивную «радикальную трансформацию мужского тела». В последующих исследованиях жанр подвергался критике за укрепление традиционных гендерных ролей и одновременно получал положительную оценку за их подрыв. Берит Острём, анализируя произведения жанра mpreg в фандоме сериала «Сверхъестественное», отмечает, что некоторые авторы подчёркивают маскулинность персонажей, в то время как другие наделяют беременных персонажей «стереотипно женскими эмоциональными проявлениями». В целом исследовательница характеризует эти произведения как «достаточно гетеронормативные», представляющие собой «традиционные истории в крайне нетрадиционной вселенной». Ряд исследований рассматривает беременных мужчин в произведениях жанра как репрезентацию женщин.